# پارک ملی اکیتاجائو-لولاباتا
پارک ملی اکیتاجائو-لولاباتا (به لاتین: Aketajawe-Lolobata National Park) یک پارک ملی در اندونزی است که در Halmahera, North Maluku, Indonesia واقع شده‌است.